# Live at Montreux 2001
Albums de Run–DMC
Ultimate Run–DMC
(2003)
Live at Montreux 2001 est un album live de Run–DMC, sorti le 3 août 2007.
Il s'agit d'un concert enregistré le 21 juillet 2001 au Festival de jazz de Montreux.

## Liste des titres
| No  | Titre                                                                        | Durée |
| --- | ---------------------------------------------------------------------------- | ----- |
| 1.  | Intro                                                                        | 4:36  |
| 2.  | It's Like That                                                               | 2:07  |
| 3.  | It's Tricky                                                                  | 3:33  |
| 4.  | Medley: Rock Box / Sucker Mc's / Freestyle / Here We Go / Beats to the Rhyme | 5:15  |
| 5.  | King of Rock                                                                 | 2:52  |
| 6.  | Interlude                                                                    | 1:25  |
| 7.  | Mary Mary                                                                    | 4:16  |
| 8.  | Walk This Way                                                                | 3:47  |
| 9.  | School of Old                                                                | 1:05  |
| 10. | It's Over                                                                    | 3:19  |
| 11. | Run's Freestyle                                                              | 1:41  |
| 12. | Peter Piper                                                                  | 3:10  |
| 13. | Down with the King                                                           | 3:33  |